# Крымно (Камень-Каширский район)
Крымно (укр. Кримне) — село в Камень-Каширской городской общине Камень-Каширского района Волынской области Украины.
Население по переписи 2001 года составляет 742 человека. Почтовый индекс — 44581. Телефонный код — 3357. Занимает площадь 2,427 км².